# بوخفيف (أولاد علي)
بوخفيف هو دُوَّار يقع بجماعة اڭزناية الجنوبية، إقليم تازة، جهة فاس مكناس في المملكة المغربية. ينتمي الدوّار لمشيخة أولاد علي التي تضم 11 دوار. يقدر عدد سكانه بـ 332 نسمة حسب الإحصاء الرسمي للسكان والسكنى لسنة 2004.

## روابط خارجية
- البوابة الوطنية للجماعات الترابية نسخة محفوظة 12 مارس 2018 على موقع واي باك مشين.
- المندوبية السامية للتخطيط